# Janira maculosa
Janira maculosa är en kräftdjursart som beskrevs av Leach 1814. Janira maculosa ingår i släktet Janira och familjen Janiridae. Arten är reproducerande i Sverige. Inga underarter finns listade i Catalogue of Life.